# El mucamo de la niña
El mucamo de la niña es una película en blanco y negro de Argentina dirigida por Enrique Carreras y Juan Sires sobre el guion de Nato Lamarque según su propia obra teatral, que se estrenó el 24 de octubre de 1951 y que tuvo como protagonistas a Lolita Torres, Alfredo Barbieri, Tito Climent y Gogó Andreu. Fue el debut de Enrique Carreras como director.

## Sinopsis
Un joven ingresa a trabajar en la casa de un millonario para cuidar a su hija.

## Reparto
- Lolita Torres....Lucy Saravia
- Alfredo Barbieri....Miguelito
- Tito Climent....Tito
- Gogó Andreu....Gogó
- Alejandro Maximino....don Roque Saravia
- Domingo Márquez....Eduardo
- Marcos Zucker....Alberto
- Max Citelli....Rómulo
- Virginia de la Cruz....Alicia
- Gloria Castilla....Elsa
- Jorge Larrea....jugador de pócker
- Milita Brandon
- Rómulo Real
- Fina Suárez

## Comentarios
King en El Mundo dijo que la película era:

”Directa en su comicidad y rápida en su acción.”

Por su parte Manrupe y Portela escriben:

”Enrique Carreras combinó las canciones de la juvenil Lolita y el humor de Barbieri para lograr un éxito.”